# Natatolana albicaudata
Natatolana albicaudata är en kräftdjursart som först beskrevs av Stebbing1900.  Natatolana albicaudata ingår i släktet Natatolana och familjen Cirolanidae. Inga underarter finns listade i Catalogue of Life.